# 王震中
王震中（1957年1月—），出生于陕西榆林，籍贯陕西三原，中国社会科学院历史研究所研究员，中国社会科学院学部委员。